# Aeronca E-113
O E-113 foi um pequeno motor aeronáutico boxer de dois cilindros desenvolvido pela Aeronca para uso em algumas de suas aeronaves leves. Foi um desenvolvimento OHV baseado no motor flathead E-107.

## Projeto e desenvolvimento
Originalmente equipado com um único sistema de injeção, foi adicionado outro sistema quando os regulamentos da FAA tornaram isto obrigatório em 1939. Na época, entretanto, tanto o motor como as aeronaves que o utilizavam já estavam a beira da obsolescência. No total, cerca de 1.800 motores foram construídos.
Após um incidente em outubro de 2015, no qual a hélice se soltou de um Aeronca C3, a "Light Aircraft Association" emitiu um alerta para que todas as aeronaves equipadas com este tipo de motor tivessem seu eixo inspecionado antes de realizar um novo voo. Este problema já é reconhecido desde 1939.

## Variantes
E-113AModelo padrão de produção, desenvolvendo 36-45 hp (26,85 - 33,56 kW)
E-113CMotor mais potente, desenvolvendo 40-45 hp (29,83 - 33,56 kW)
Aeronca-JAP J-99O E-113-C foi produzido sob licença na Inglaterra como Aeronca-JAP J-99 pela J A Prestwich Limited (JAP) e foi utilizado em várias aeronaves britânicas, diferenciando-se do E-113 por ser equipado com ignição dupla.
O-117Alguns motores em aeronaves específicas receberam a designação O-113.

## Aplicações

### E-113
- Aeronca C-3
- Aeronca K
- Welch OW-6M

### J-99
- Aeronca 100
- Aeronca 300
- Britten-Norman BN-1
- Currie Wot
- Dart Kitten
- Hants and Sussex Aviation Herald
- Heath Parasol
- Hillson Praga
- Luton Minor
- Peterborough Ely
- Slingsby Motor Tutor
- Taylor J.T.1
- Tipsy Junior